# Trúc sào
Trúc sào, tên khoa học Phyllostachys edulis, là một loài thực vật có hoa trong họ Hòa thảo. Loài này được (Carrière) J.Houz. miêu tả khoa học đầu tiên năm 1906.
Cây Trúc sào là loại cây thân đốt, cây mọc tản, thân cách xa nhau 0,5-1m hay hơn; cao khoảng 20m, đường kính 12–20 cm, thân non phủ dày lông mềm nhỏ và phấn trắng; vòng mo có lông; thân già nhẵn và chuyển từ màu lục thành màu vàng lục; các lóng gốc rất ngắn, các lóng trên dài dần, lóng giữa thân dài tới 40 cm hay hơn; bề dày vách khoảng 1 cm; vòng thân không rõ, thấp hơn vòng mo hay nổi lên ở các thân nhỏ. Bẹ mo màu nâu vàng hay nâu tím, mặt lưng có các đốm màu nâu đen và mọc dày lông gai màu nâu; tai mo nhỏ, lông mi phát triển; lưỡi mo ngắn, rộng, nổi lên mạnh thành hình cung nhọn, mép có lông mảnh dài, thô; phiến mo ngắn, hình tam giác dài đến hình lưỡi mác, lưng uốn cong dạng song, màu lục; lúc đầu đứng thẳng, sau lật ra ngoài. Cành nhỏ 2-4 lá; tai lá không rõ, lông mi miệng bẹ tồn tại và dễ rụng; thìa lìa nổi rõ; phiến lá khá nhỏ, mỏng, hình lưỡi mác, dài 4–11 cm, rộng 0,5-1,2 cm, mặt dưới có lông mềm trên gân chính, gân cấp hai 3-6 đôi.
Cụm hoa dạng bông, dài 5–7 cm, gốc có 4-6 lá bắc dạng vảy nhỏ; đôi khi phía dưới cành hoa còn có 1-3 chiếc lá gần phát triển bình thường.
Trúc sào hay mao trúc là loài tre (Phân bộ tre) phổ biến và được trồng trên diện tích lớn nhất của Trung Quốc. Do điều kiện trồng trọt, loài trúc này đã có đến 9 thứ cây trồng (cultivar).

## Hình ảnh

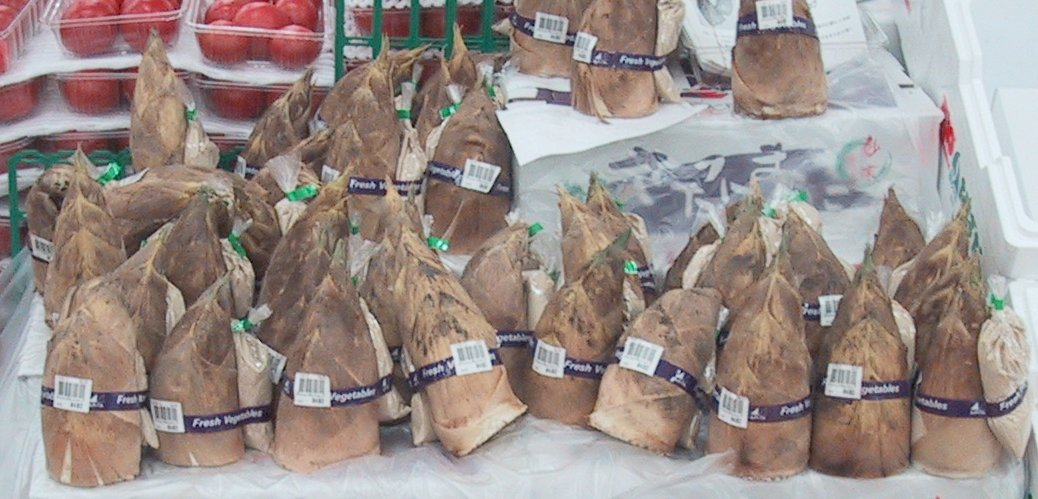
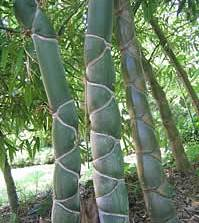
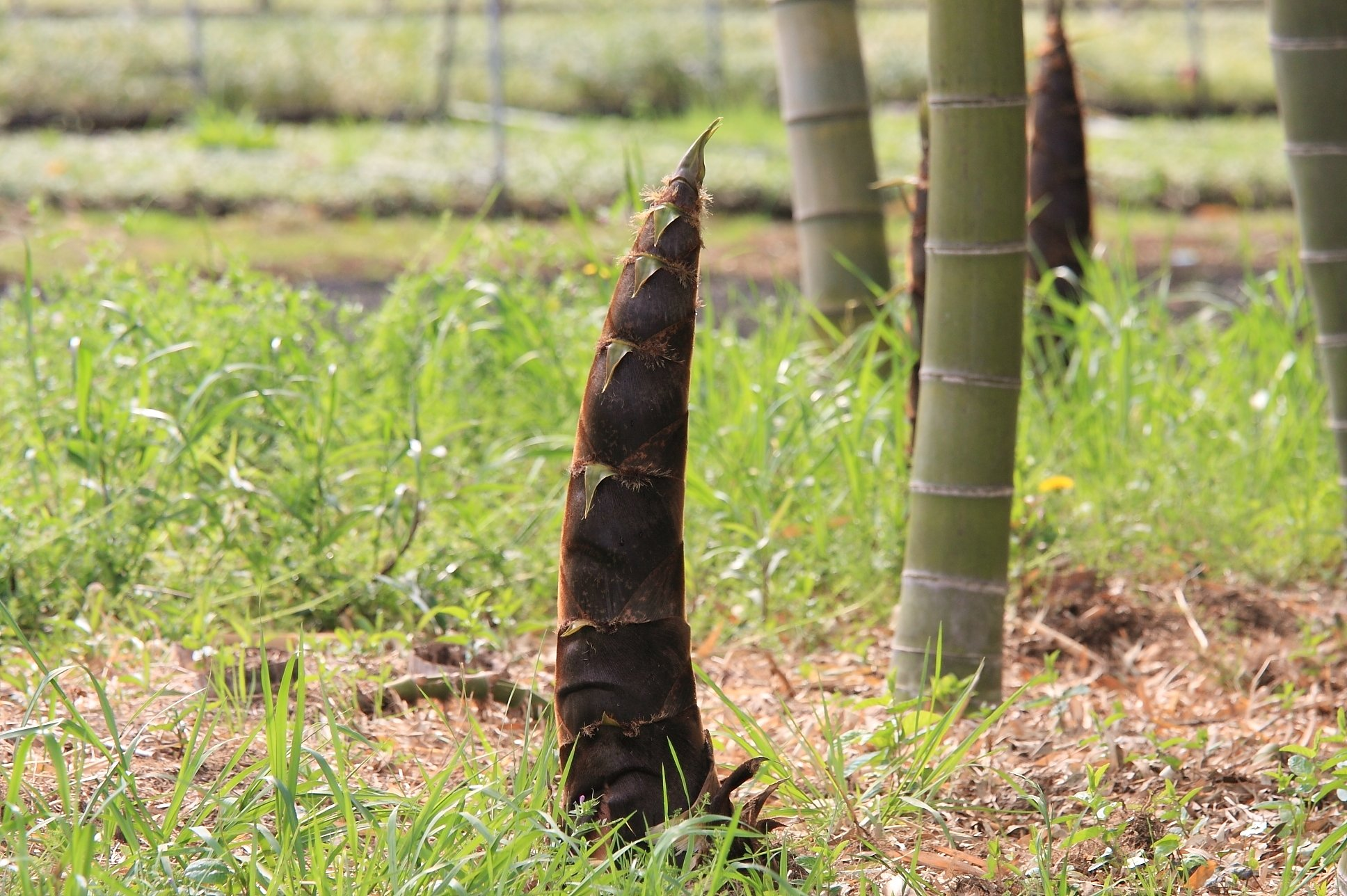
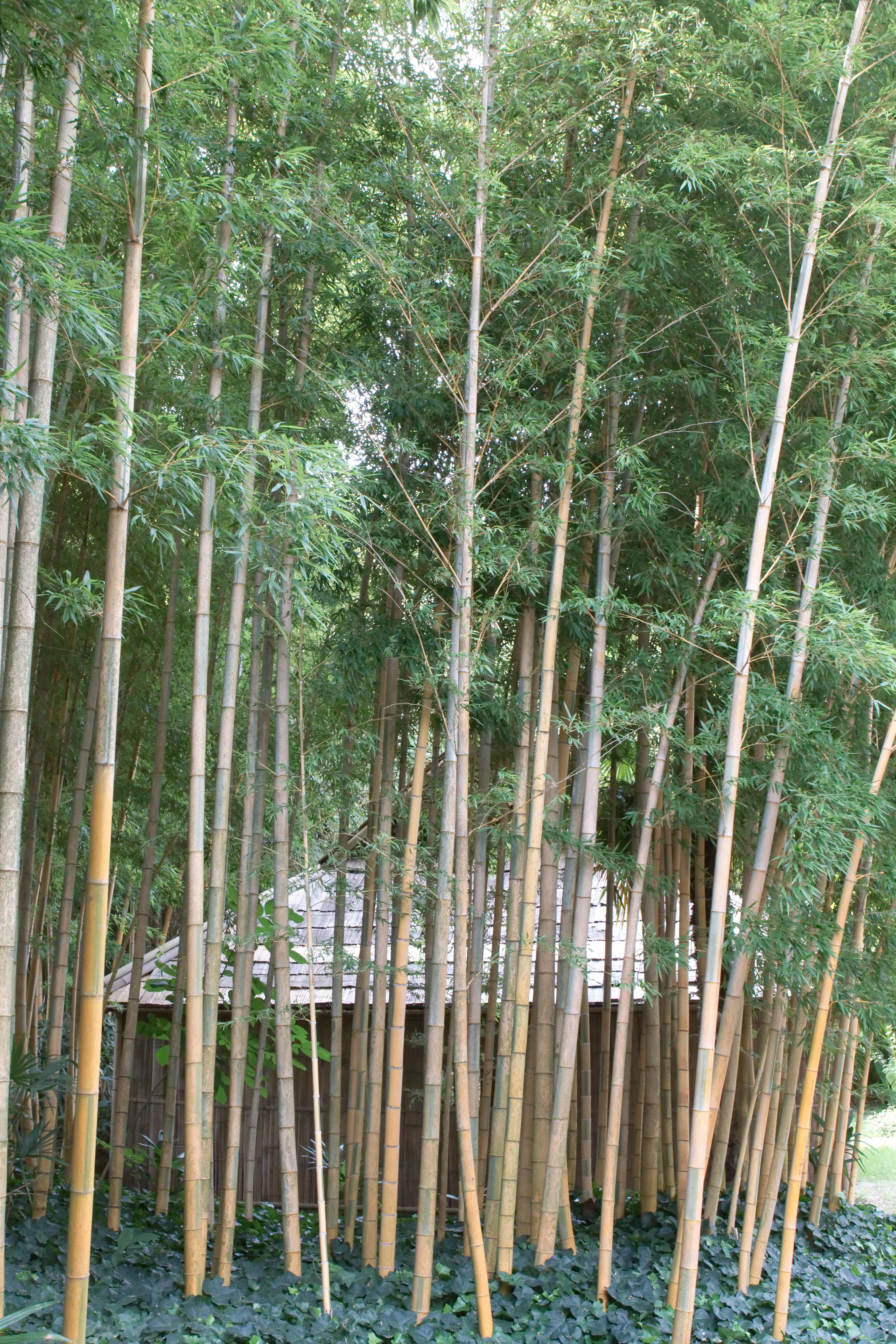